# ثورمان ضد مدينة تورينغتون
كان ثورمان ضد مدينة تورينغتون (1985)،  قرارًا من المحكمة بشأن تريسي ثورمان، وهي ربة منزل كونيتيكت التي رفعت دعوى قضائية ضد إدارة شرطة المدينة في تورينغتون، كونيتيكت، مدعية عدم المساواة في الحماية وذلك بموجب القانون المناهض لها وضد زوج المسيء تشارلز «باك» ثورمان، الأب.

## القضية
بعد تعرض تريسي ثورمان للهجوم، طعن، بل وأيضًا القتل  على يد زوجها في 10 يونيو / حزيران 1983، قضت دعوى مدنية لاحقة بأن الشرطة المحلية قد تجاهلت علامات متزايدة على العنف الأسري، ورفضت عرضًا أوامر تقييدية وغيرهاً من الفضبان القانونية الأخرى لإبقاء تشارلز «باك» ثورمان، الأب بعيدًا عن زوجته. مع هذه الدعوى، التي رفعت في عام 1984، كانت ثورمان أول امرأة في أمريكا تقاضي المدينة والشرطة التابعة لها لانتهاك حقوقها المدنية، مدعية أن الشرطة قد تجاهلت العنف لأنها كانت متزوجة من الجاني. وقد مُنحت 2.3 مليون دولار كتعويض.

## الميراث
أدت دعوى ثورمان إلى إصلاح شامل والكامل لقوانين العنف المنزلي، بما في ذلك «قانون ثورمان» (المعروف أيضًا باسم قانون منع العنف الأسري والاستجابة له) الذي تم إنشاؤه في ولاية كونيكتيكت عام 1986، مما يجعل العنف المنزلي جريمة يمكن إيقافها تلقائيًا، حتى إذا كانت الضحية لم ترغب في توجيه الاتهام لأحد. تم تصوير قصة تريسي ثورمان لاحقًا في فيلم تلفزيوني عام 1989، بعنوان «صرخة للمساعدة» : قصة«تريسي ثورمان»، بطولة «نانسي ماكيون» في دور «تريسي»، «دايل ميدكيف» في دور «باك»، و«بروس ويتز» كمحامي «تريسي بيرتون وينشتاين»، و«فيليب بيكر هول» كرئيس محكمة بلمينفيلد.